# Kostel Navštívení Panny Marie (Obyčtov)
Římskokatolický kostel Navštívení Panny Marie v Obyčtově v okrese Žďár nad Sázavou je pozoruhodný především svou půdorysnou dispozicí zformovanou do podoby želvy jakožto symbolu stálosti ve víře Panny Marie. Autorem projektu farního kostela vybudovaného v letech 1730 až 1734 je pravděpodobně Jan Blažej Santini-Aichel. Je chráněn jako kulturní památka.

## Historie
První písemná zmínka o obci pochází z roku 1341, dokládá existenci obyčtovské farnosti Panny Marie s dřevěným kostelem, ze kterého se dochovala v základech gotická hranolová věž. Roku 1541 k faře získali patronátní právo cisterciáci z kláštera ve Žďáru nad Sázavou. Projekt novostavby kostela byl vypracován nejpozději do roku 1723 (nejnovějším bádáním se projekt datuje již do roku 1720), realizace proběhla patrně v letech 1730–1734 pod záštitou opata Václava Vejmluvy (opatem byl v letech 1705–1738), jak uvádí většina novodobých autorů. V novém poutním kostele měla být uchována barokní kopie středověké sošky Panny Marie ze žďárského kláštera. K vysvěcení kostela došlo nejspíše roku 1735. Za autora projektu je považován Jan Blažej Santini-Aichel, který však již byl v době realizace stavby po smrti, proto se předpokládá využití jeho staršího projektu. Ačkoli Santiniho autorství není přímo doloženo archivními prameny, vyplývá z jeho činnosti pro žďárský klášter, a také z architektonického a symbolického charakteru stavby. V některých detailech i obecnějších rysech vykazuje obyčtovský kostel zjevné souvislosti se Santiniho pozdními stavbami, a to zejména s kostelem svatého Martina v Chrašicích (dostavěným roku 1721) a s farním kostelem svatého Václava ve Zvoli (1713–1717). Provádějícím stavitelem obyčtovského kostela byl zřejmě Santiniho následovník František Witinhofer, který působil ve Žďáře nad Sázavou a okolí ve druhé čtvrtině 18. století.
Nově vystavěný kostel byl zasvěcen Navštívení Panny Marie a když mu v roce 1750 papež Benedikt XIV. udělil plnomocné odpustky na 7 let, stal se opět poutním. Do Obyčtova přicházely průvody věřících uctít dřevěnou polychromovanou sošku, barokní kopii gotické sošky P. M. Studniční ze žďárského kláštera.

### Symbolika stavby
U geneze obyčtovského kostela lze podobně jako u kostela svatého Jana Nepomuckého na Zelené hoře předpokládat účast opata Václava Vejmluvy, a to díky symbolice některých Mariiných vlastností. Rozsah Vejmluvova příspěvku však bude již těžce objasněn. K vysvětlení symbolu a jeho významu se vyjádřilo několik historiků umění. Stanislav Sochor v roce 1911 označil želvu v půdoryse obyčtovského kostela bez jakéhokoli opodstatnění jako „symbol stálosti ve víře.“ Stejně učinil také později Viktor Kotrba. V roce 1967 Jaroslav Petrů odvodil, že latinské slovo testudo znamená nejenom želvu, ale rovněž záštitu, což u Obyčtova souvisí s milostnou soškou Madony, která pro poutníky tuto záštitu představovala. Dále však testudo znamená i klenbu, z čehož Petrů odvodil oválnou kostelní loď zaklenutou plackou v plném rozsahu. Velmi podrobně se touto problematikou zabýval Lubomír Konečný v roce 1985 a upřesnil, že želva (testudo či tartaruga) přešla z antiky do křesťanství jako symbol cudnosti (mulieris castitas), potažmo dobré manželky, protože stejně jako želva by žena neměla mít jazyk a nikdy by neměla opustit svůj krunýř. Tak je cudná žena mlčenlivá a zdržuje se doma. A jelikož bílá výmalba interiéru kostela vyjadřuje cudnost také, Konečný z toho odvodil souvislost zoomorfního půdorysu kostela s mariánským patrociniem a taktéž s obecnější myšlenkou domu a pobývání v něm. V neposlední řadě můžeme v symbolice použít i příměr sv. Terezie z Avily, která ve své knize "Hrad v nitru"i , mluví o želvě, ale i ježkovy jako o tvorech, které se umějí stáhnou nebo schoulit do sebe a odkazuje tak na vnitřní usebrání člověka pohrouženého do svého nitra k rozmlouvání s Bohem.

### Pozdější úpravy

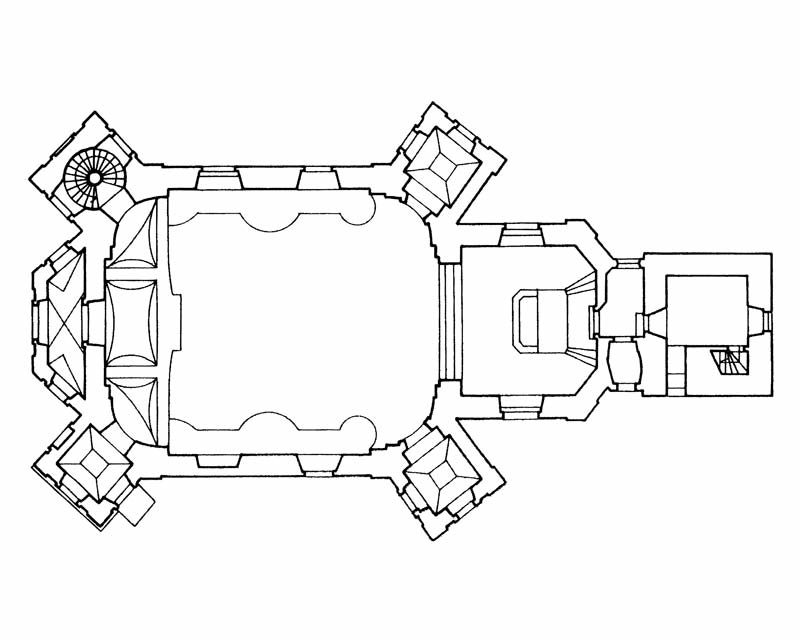
Půdorys kostela v současné podobě

Kostel byl posléze v několika etapách upravován. V roce 1798 byla snesena polygonální sakristie, která původně představovala hlavu želvy a na jejím místě byla v roce 1798 zbudována nevhodně dimenzovaná, hrubá hranolová věž zvonice. Kolem přilehlého hřbitova byla postavena zeď a do východní části zdi vsazena budova márnice.
V roce 1810 byla snesena visutá empora v interiéru kostela a postaven zděný kůr v západní části lodi, na který byly pořízeny nové varhany. V roce 1829 byly ubourány dvě čtvercové východní kaple po stranách triumfálního oblouku, přičemž ze zbylých dvou na západě byly v roce 1846 sneseny věžičky. Těmito nevhodnými úpravami byla nejen zcela narušená původní Santiniho koncepce, neboť čtveřice kaplí měla představovat čtyři želví končetiny, ale došlo k odstranění opory klenby. Hlavní oltář byl přeměněn v roce 1821, roku 1832 pak boční oltáře, v roce 1874 vznikl návrh oltáře od architekta Floriána Zedníka a v roce 1877 byl na hlavní oltář umístěn obraz Navštívení Panny Marie od malíře V. Zeleného z Brna. Neúměrná věž na východě byla posléze příznivě korigovaná v roce 1888 architektem Alešem Linsbauerem, který ji opatřil novou helmicí a originální formou, jež se tak harmonicky přičlenila k okleštěné skupině kostela. V tomto roce byly také pořízeny nové varhany od Ignáce Horáka z Kutné Hory. Při velkém požáru dne 11. května roku 1907 byla zničena věž kostela i se třemi památnými stříbrnými zvony. V následujícím roce obdržela však věžní střecha za účelem jejího navrácení do původního cibulovitého tvaru dnešní cizorodou podobu. Ve věži byly zavěšeny čtyři nové zvony a zakoupeny nové hodiny, vše dílo pražského zvonaře Arnošta Diepolda. Nově konstruovaný krov však přetížil obvodové zdivo a do značné míry jej narušil. Zděné konstrukce stabilizovala až rekonstrukce kostela, prováděná od roku 1964 a vedená památkovým architektem Augustinem Žlábkem. Byla také doplněna čtveřice kaplí na nárožích lodi, ovšem řešení střechy bylo v původním stavu daleko členitější než dnes a konstrukčně bylo i mnohem účinnější. V interiéru byl obnoven ochoz (empora) podél lodi a na kruchtě vyměněny varhany z roku 1951 za vhodnější nástroj ze zrušené zámecké kaple v Jaroslavicích. V roce 1961 byly ve věži zavěšeny dva nové zvony náhradou za zvony zrekvírované během druhé světové války. V letech 2011–2014 byla postupně položena nová střešní krytina. V roce 2011 byly v kostele instalovány nové mechanické varhany se dvěma manuály od firmy Varfi z Brantic. Současně byla vyměněna dřevěná podlaha kruchty.
Bohužel se nezachovalo žádné dobové vyobrazení, jež by nám přiblížilo původní podobu stavby. Až z roku 1846 existuje pouze jen zběžná, z paměti provedená poutní litografie Františka Šíra. Z pozdějšího stavu před rokem 1907 jsou již zachovány mnohé fotografie kostela.

## Popis
Kostel se nachází při hlavní průběžné komunikaci vedoucí vesnicí a jeho budova je zapojena členitou ohradní zdí do prostoru hřbitova s márnicí. Stojí na skalnaté terase svahu obyčtovského kopce, který pod touto terasou strmě klesá k údolí řeky Oslavy a je dobře viditelný od jihu a západu. Areál kostela se hřbitovem obehnaným ohradní zdí a márnicí doplňuje kamenný kříž z roku 1829 stojící před kostelem.

### Exteriér

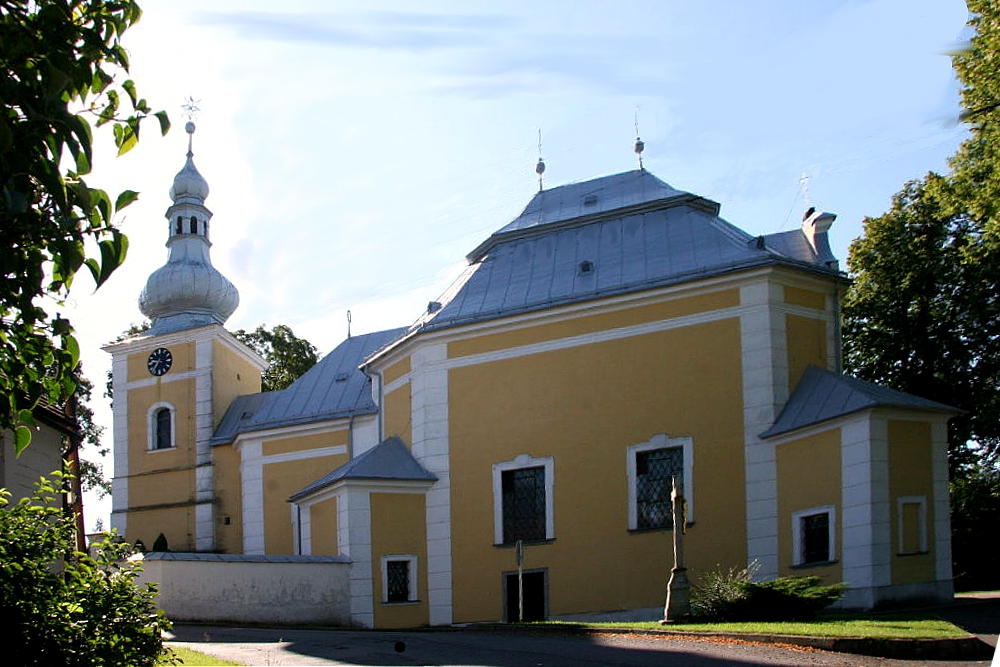
severní pohled

Stavba představuje nejen doklad symbolického přístupu v barokní architektuře jako takové, ale také výjimečný příklad architektonického zoomorfismu. Loď kostela je vystavěná na půdorysu obdélníka se skosenými nárožími, aby se co možná nejvíce přiblížil tělu želvy. Na těchto useknutých rozích je přičleněna čtveřice kaplí s věžičkami napodobujícími želví končetiny a na východě se nachází mělké čtvercové presbyterium se seříznutými východními rohy představující želví krk. Na něj původně navazovala polygonální sakristie zpodobující hlavu zvířete, místo ní se však dnes nachází hlavní věž o čtvercovém půdorysu. K vstupnímu průčelí je ještě připojena předsíň o lichoběžníkovém půdorysu, která má evokovat ohon želvy. Nutno podotknout, že ačkoli má obyčtovský kostel vyloženě ikonický a symbolický ráz, nesvedla tato názornost architekta k plasticko-modelačnímu způsobu vyjádření a stavba je tedy představitelkou ryzí stereometrie.
Jádrem stavby je vysoká hmota lodi, exteriér je pro Santiniho charakteristický v hmotově kompozičním systému, kdy skládá plně kubicky vyznívající celek z geometricky definovaných, k sobě přiřazovaných nebo do sebe částečně zasouvaných jednotlivých těles. Dalším charakteristickým motivem Santiniho je kresebně pojaté členění fasád, s jemnou šrafurou bosovaných (rustikovaných) lizénových rámů, redukovaným kladím a obdélnými okny v plochých šambránách s lištou a kónickými drobnými klenáky v ose překladů.
Loď kostela, která je po obou stranách prolomena velkými obdélnými okny, zastřešuje honosná mansardová střecha, ve vrcholech zdobená zlacenými makovicemi na kovových tyčích. Štíty nad předsíní a lodí jsou zakončeny římsou vlnovitě prohýbanou do tvaru písmene M odkazující na jméno Panny Marie, patronky kostela. Na vrcholu štítu nad lodí je ozdoba z prolínajících se lpísmen A, V, M a na okrajích ještě menší I a R. Tato písmena odkazují na úvodní slova modlitby Ave Maria, kterými oslovil Matku Boží archanděl Gabriel. Nad písmeny je ještě umístěna sedmicípá hvězda symbolizující Pannu Marii jako snoubenku Ducha svatého naplněnou jeho sedmerým obdarováním. Může rovněž poukazovat na sedm Mariiných radostí, mezi něž patří i Navštívení Panny Marie, kterému je obyčtovský kostel zasvěcen.
Třípatrová věž hranolovitého tvaru je zakončena zploštělou cibulí vzhůru protaženou s otevřenou oktagonální lucernou, kterou završuje menší špičatá cibule zakončená pozlacenou makovicí nesoucí šesticípou zlacenou hvězdu symbolizující Pannu Marii. Nižší hmota presbytáře mezi lodí a věží kostela má valbovou střechu, na východním vrcholu je jehlicovitá špice nesoucí kruh s dvanácti paprsky, připomínající slunce či monstranci.

### Interiér

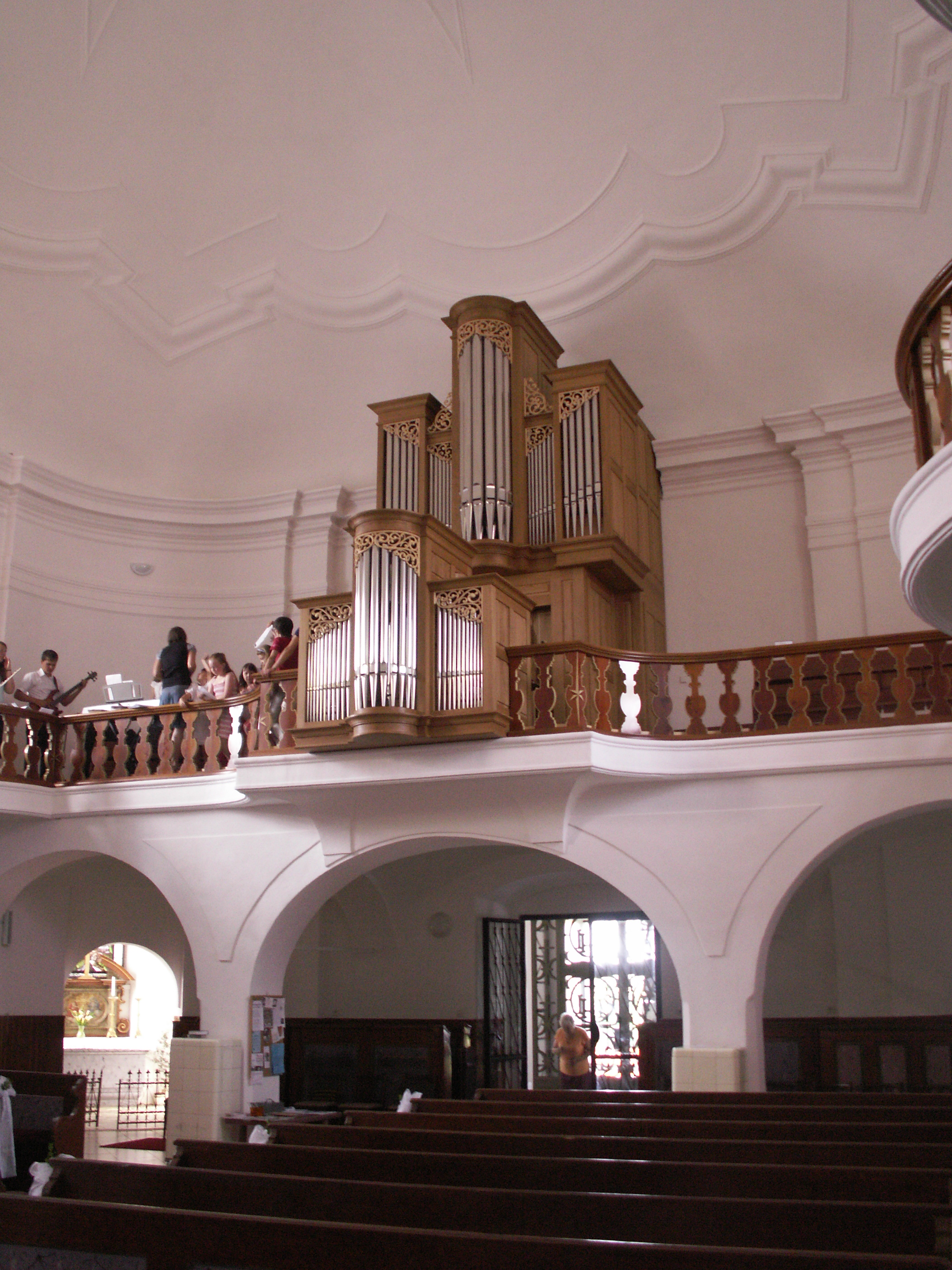
kruchta s varhanami

Jednoduchý interiér kostela dynamizují paralelní zprohýbané linie profilovaných říms, které obíhají kruchtu a rám štukového zrcadla na fabionovém stropě. Prostor lodi je silně prosvětlený a je založený na hloubkově obdélném půdorysu s konkávně zaoblenými kouty. Plocha zdi v rozích dvakrát předstupuje. V rozsahu těchto koutových příložek probíhá kompletní kladí, v jiných částech zdi však probíhá jen římsa. V ose konkávních ploch jsou prolomeny půloválně klenuté portály, jimiž se vstupuje do bočních kaplí. Boční a západní stěnu lodi obíhá visutá empora s výsečemi, ve východní stěně lodi je široký, půloválem zaklenutý triumfální oblouk s velkým, trojitým kónickým klenákem ve vrcholu. Loď je zaklenutá mělkou polygonální kupolí s vepsanou reliéfní štukovou osmicípou hvězdou. Obdélný prostor presbyteria obíhá průběžná korunní římsa, ze které vybíhá poměrně vysoká klenba klášterního typu. Z presbyteria vedou dva vstupy do přilehlé sakristie. Kované mříže v oknech mají pruty tvarované do písmene W, iniciály stavebníka kostela, žďárského opata Václava Vejmluvy. Ve třech koutech lodi jsou prolomeny klenuté vstupy do bočních kaplí, v jihozápadním rohu je místo kaple šnekovité schodiště vedoucí na kůr. Kruchta nad hlavním vstupem je nesena trojicí stlačených oblouků a podklenuta třemi poli valené klenby. Od kruchty vedou podél boků lodi visuté empory ve výši oken zdobených vitrážemi. Kruchta i empory jsou směrem do lodi zakončeny dřevěnou balustrádou.
V nikách bočních zdí lodi jsou umístěny dvě zpovědnice z roku 1951. Z této doby také pochází zasklené mříže u vnitřních stran předsíní a u schodiště. Dalším vybavením v lodi kostela je osmnáct lavic rozdělených do dvou bloků. Na bočních stěnách lodi v přízemí i nad galeriemi jsou rozvěšeny obrazy křížové cesty od malíře Františka Hartmanna z poloviny 19. století.

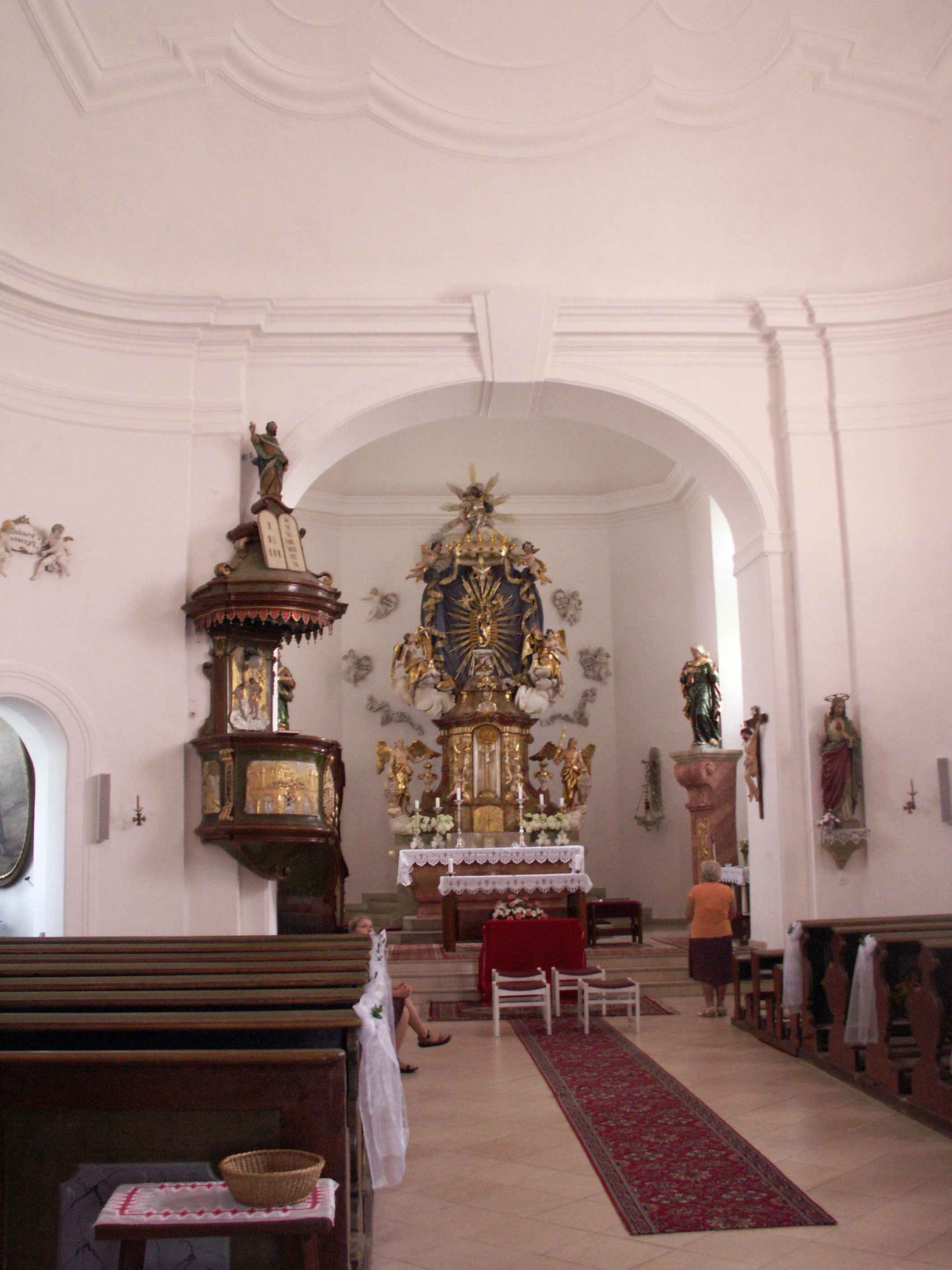
pohled do presbytáře a na kazatelnu

Na hlavním oltáři pod baldachýnem neseným dvěma cherubíny je umístěna barokní kopie gotické sochy Panny Marie tzv. Studničné, která pocházela ze zámku ve Žďáře nad Sázavou a dnes je cílem poutníků v Obyčtově. Baldachýn je zakončen stříškou s čabrakou, na níž je socha Boha Otce se zeměkoulí v levé ruce. V etážovém svatostánku se nachází pozlacený kříž, monstrance z konce 1. poloviny 18. století s Nejsvětější Svátostí a postříbřená Pieta. Po stranách oltáře jsou u zdí kněžiště na vysokých soklech z umělého červeného mramoru dřevěné polychromované sochy sv. Jáchyma a sv. Anny, rodičů Panny Marie. Jsou připisovány Řehoři Thenymu, stejně jako cherubové na hlavním oltáři. Mezi sochami a oltářem jsou na stěně zavěšeny dvě lampy s věčným světlem. Jedná se o kvalitní kovoliteckou práci pocházející z 1. pol. 18. stol. Jsou vyrobeny z cínu s postříbřeným povrchem.
V roce 1784 byla do chrámu přemístěna původní přízední kazatelna z poutního kostela svatého Jana Nepomuckého na Zelené hoře, jejíž reliéfní výzdobu třemi výjevy z legendy o životě a umučení sv. Jana Nepomuckého vytvořil sochař Řehoř Theny, stejně jako dřevořezbu Kristova křtu nad řečništěm.
V bočních kaplích jsou malé oltáře Nejsvětější Trojice a Oplakávání Krista z 1. poloviny 19. století. Z té doby pochází také křtitelnice z modrého mramoru. Z obrazů v bočních kaplích patří k nejvzácnějším Útěk do Egypta, který představuje Pannu Marii sedící s Ježíškem v rajské zahradě. Jedná se patrně práci českého autora z pozdní doby renesance přelomu 16. a 17. století. Oltářní obraz Nejsvětější Trojice maloval malíř Karel Kasal z Polné. Autorem oválných obrazů sv. Josefa a sv. Jana Křtitele z poloviny 18. století byl pravděpodobně malř Kautsch.
Ve věži jsou zavěšeny tři zvony z dílny Rudolfa Manouška staršího a mladšího, umíráček z roku 1927 a dva velké zvony s reliéfem Panny Marie a se sv. Cyrilem a Metodějem z roku 1960.